# Kazimierz Grabek
Kazimierz Grabek (ur. w 1949) – polski przedsiębiorca, właściciel konsorcjum przemysłowego Grabek Industrials, czwartego pod względem wielkości producenta żelatyny na świecie.
W tak zwanej aferze żelatynowej prokuratura postawiła mu dziesięć zarzutów, w tym wyłudzenia 4,5 mln zł w związku z prywatyzacją Brodnickiej Fabryki Żelatyny. Media oskarżały go też o nieuczciwy lobbing i płatną protekcję.

## Miejsca na liście najbogatszych Polaków czasopismaWprost[2]
- 1999 – miejsce 6
- 1998 – miejsce 4
- 1997 – miejsce 6
- 1996 – miejsce 6
- 1995 – miejsce 8
- 1994 – miejsce 8
- 1993 – miejsce 5
- 1992 – miejsce 2
- 1991 – miejsce 14